# Sant Esteve de Vilacolum
Sant Esteve de Vilacolum és un edifici religiós del municipi de Torroella de Fluvià (Alt Empordà) inclòs en l'Inventari del Patrimoni Arquitectònic de Catalunya.

## Descripció
L'església de Sant Esteve de Vilacolum està situada a la part més elevada del nucli, i s'hi accedeix a través del recinte del cementiri. L'edifici és d'una nau amb capelles laterals entre contraforts i absis poligonal. La coberta és de teula a dues vessants. A l'interior, la volta de la nau és de llunetes. La façana principal, orientada a ponent, presenta una gran porta d'accés rectangular, emmarcada amb carreus molt ben tallats. A la dovella central hi ha la inscripció "Charitas me fecit 1791". Al damunt hi ha adossat un petit timpà semicircular. El campanar està situat a la dreta de l'edifici, a l'angle sud-oest; és de planta rectangular i té dues obertures d'arc de mig punt.

## Història
L'església de Sant Esteve de Vilacolum és una construcció del segle xviii, segons consta a la inscripció del 1791 que apareix a la llinda de la porta d'accés. Va ser bastida sobre restes del segle X -restes d'un mur i una porta tapiada-. També s'hi conserva una finestra del segle xii, que segurament correspon a una reforma del temple. Sembla que el campanar és anterior a la construcció del segle xviii.